# История изучения поморов
Поморы — небольшая по численности, но самобытная этнографическая и  этнорелигиозная группа старожильческого русского населения от Ладоги до Белого моря, всегда привлекала к себе внимание исследователей. В настоящее время нет единой точки зрения на понятие «поморы». Существует пять основных отличающихся друг от друга подходов:
- Поморы — это местная группа людей внеэтнического характера, связанных схожим образом жизни и родом хозяйственной деятельности;
- Поморы — это региональное и нейтральное в этническом смысле название русского населения, проживающего на Архангельском Севере;
- Поморы — это этнографическая группа русского старожильческого населения, проживающая по берегам Белого моря;
- Поморы — это русский субэтнос, обитающий на Беломорье;
- Поморы — это отдельный от русских этнос предположительно финно-угорского характера, включающий в себя всё старожильческое до 1917 года архангелогородское население, за исключением лопарей, карел, зырян и самоедов[1].

## Дореволюционный период
Русский историк XVIII века В. Н. Татищев, употребив в своей «Истории Российской» термин «Поморье» в разных местах и с разным смыслом, сам того не желая, положил начало его вольной трактовки, которая продолжается до настоящего времени и включает обозначение:
- Территории беломорского побережья от Онеги до Кеми - в XVIII - XIX веках именно население этих земель называлось поморами, а в Архангельской губернии, например, жили двиняне, к которым причислял себя и М. В. Ломоносов;
- Территории всего беломорского побережья;
- Территории всего Русского Севера[2].

Н. М. Карамзин в «Истории государства Российского» приводит первые сведения из Новгородской 4-й летописи по списку Дубровского под летом 7034 (1526 годом) о «поморцах» из Кандалакши, обратившихся к великому князю Василию III об освящении приходского храма.
Сведения о поморье и поморцах упоминают в своих трудах В. В. Крестинин, А. И. Фомин, И.И. Лепёхин, локализуя область их обитания на Поморском береге или всём побережье Белого моря.
Одними из первых, кто изучал особенности культуры и быта крестьян севера европейской части России (исторического Заволочья, Поморья, Русского Севера) с научной точки зрения были этнографы XIX века В. Н. Майнов и П. Н. Рыбников.
Александр Иванович Шренк, русский естествоиспытатель и этнолог XIX века, одним из первых поставил вопрос о необходимости анализа особенностей областных выражений русского языка, употребляемых в Архангельской губернии Российской империи.

## Советский период
В советское время архангельские говоры, в том числе — поморский, исследовали И. С. Меркурьев, И. М. Дуров, К. Ф. Захарова и В. Г. Орлова.
В XX веке в книге «Этнография народов СССР» известный советский учёный С. А. Токарев отнёс заонежан и поморов к «обособленным» группам.
Большую этнологическую, лингвистическую и фольклорную работу в Архангельской области провела Т. А. Бернштам. Во второй половине XX века она написала классические работы по истории и этнографии поморов. В 1959 году после окончаний Ленинградского университета Татьяна Александровна Бернштам приехала работать в Архангельский областной краеведческий музей и с увлечением начала изучать поморов, их историю, культуру и быт, работая как в музейных фондах, так и в полевых экспедициях. Этой темой она продолжала заниматься после окончания аспирантуры Ленинградского отделения Института этнографии АН СССР, уже работая там. В 1978 году Т. А. Бернштам опубликовала монографию «Поморы: формирование групп и система хозяйства», а в 1983 году — «Русская народная культура Поморья в XIX-начале XX в.: этнографические очерки».
Т. А. Бернштам видела в поморах носителей севернорусской культурной идентичности и рассматривала их как субэтническую группу. В качестве группообразующих характеристик она предложила рассматривать: связанную с морем жизнедеятельность (традиции и опыт северного мореплавания, приемы рыбной ловли и боя морского зверя), особенности повседневной жизни и устройство быта (сложносоставная семья, положение женщины в семье, особенности питания, отличия бытовой и праздничной одежды, устройство жилищ, бытовых и хозяйственных построек), говор и особенности фольклора (праздники и традиции, обряды и обрядовые песни, пословицы, сказания), физические характеристики, религиозные верования.

## Современный период
Ю. Ф. Лукин добавил к группообразующим характеристикам представления поморов о своей особости:

Население поморских берегов России исторически имело одну общую социально-экономическую черту — понятие своей «особости», проявлявшееся в чувстве превосходства по отношению к своим соседям — земледельческому населению. Своих соседей-земледельцев поморы нередко называли «деревенскими», «крестьянами», «верховскими», не заключали с ними даже брачных связей.
 В отличие от Т. А. Бернштам — Ю. Ф. Лукин считает поморов коренным малочисленным народом, проживающим на побережье и островах Белого моря.
В свою очередь, В. В. Ануфриев рассматривает идентичность поморов как культурно-историческую, а не культурно-этническую категорию. По мысли В. В. Ануфриева, поморы — это группа людей, объединенных определенным образом жизни и хозяйствования:

Культурно-этническое единство русского народа предполагает региональную специфику. Деление идёт первоначально на большие группы, такие, как южные русские, северные русские. Потом — на более мелкие группы. Так, в северных русских мы можем выделить и поморов, специфическую группу, которая отличается не по этническому признаку, а по культурно-хозяйственному признаку.— В. В. Ануфриев

## Итоги
Большинство исследователей сходится на том, что поморы представляют собой этнографический феномен, охватывающий близкородственное по хозяйственным и культурным традициям и говору население побережий Белого моря. По своей материальной и духовной культуре поморы сходны с русским и финно-угорским населением Русского Севера, в частности — с карелами. Поморы в массовом, в том числе и мифологизированном, сознании зафиксировались как исконно живущие у Белого моря отважные мореходы, умелые охотники на морского зверя, искусные рыболовы и убеждённые в своей правоте староверы.
Исторически, в России всегда существовали группы населения, имеющие особые названия или самоназвания. В XXI веке традицию их этнографического изучения продолжили И. В. Власова, Ю .Б. Симченко и В. А. Тишков. В частности, В. А. Тишков рассматривает поморов как этническую подгруппу русского этноса. Ученый-этнолог полагает, что:

Одна форма идентичности (этнонациональной) среди россиян совсем не исключает другую, общероссийскую идентичность. Именно на этой основе строится патриотизм, гражданская ответственность и солидарность, а также существуют такие привычные для нас понятия, как национальные экономика и доход, национальные интересы, национальные проекты, здоровье нации, лидер нации, национальная олимпийская команда и так далее.— В. А. Тишков

## Атласы и карты (исторические)
- Ахматов И. Атлас Исторический, Хронологический и Географический Российского государства, составленный на основании истории Карамзина Иваном Ахматовым. — СПб., 1831. Руниверс
- Ильин А. А. Подробный атлас Российской империи с планами главных городов. — СПб.: Издание картографического заведения А. Ильина, 1876. Руниверс Карта Архангельской губернии
- Кудряшов К. В. Русский исторический атлас. — М.; Л.: Государственное издательство картографии, 1928. — 20 с. Руниверс Колонизация Русского Севера
- Максимович А. Атлас Российской империи, 1824 г. — СПб, 1845.
- Россия. Географическое описание Российское Империи по губерниям и областям с географическими картами. — СПб., 1913. — 286 с. Руниверс
- Российский атлас, из сорока четырёх карт состоящий и на сорок два наместничества Империю разделяющий. — СПб.: Изд-во Сочина, 1792. — 47 с. Руниверс Карта Архангельского наместничества

## Атласы и карты (современные)
- Народы России. Атлас культур и религий. — М.: Дизайн. Информация. Картография, 2010. — 320 с. — ISBN 978-5-287-00718-8.
- Семушин Д. Л. Русский Север. Пространство и время. — Архангельск: Малые Корелы, 2010. — 120 с. (Содержит 40 составленных автором на основе анализа письменных и картографических источников карт.)